# ذو الأذن الطويلة
ذو الأذن الطويلة (الاسم العلمي: Macrotus)، جنس خفافيش من فصيلة خفاش الأنف الورقي. يحتوي على نوعين. أعطانها لأجزاء الأكثر دفئًا في جنوب غرب الولايات المتحدة والمكسيكوأمريكا الوسطى وأمريكا الجنوبية وجزر باهاما.